# Чемпионат Перу по волейболу среди женщин
Чемпионат Перу по волейболу среди женщин — ежегодное соревнование женских волейбольных команд Перу. 
Проводится с 1965 года. С 2002 организатором является Национальная высшая волейбольная лига Перу (Liga Nacional Superior de Voleibol del Perú — LNSV), являющаяся структурным подразделением Федерации волейбола Перу (Federación Peruana de Voleibol — FPV). 

## Формула соревнований
Чемпионат в сезоне 2024/25 в серии А1 проводился в три этапа — два групповых и плей-офф. На первом этапе 12 команд играли в один круг. 8 лучших вышли во 2-й этап, где провели однокруговой турнир (1-я и 2-я команды с учётом бонусов, соответственно 2 и 1 очко). Все эти команды вышли в плей-офф и далее по системе с выбыванием определили финалистов, которые разыграли первенство. Серии матчей плей-офф проводились до двух побед одного из соперников.
За победы со счётом 3:0 и 3:1 команды получают по 3 очка, за победу 3:2 — 2, за поражение 2:3 — 2 очко, за поражения 0:3 и 1:3 очки не начисляются. 
В чемпионате 2024/25 (серия А1) принимали участие 12 команд: «Универсидад Сан-Мартин де Поррес» (Лима), «Университарио де Депортес» (Лима), «Регатас Лима» (Лима), «Альянса Лима» (Лима), «Сирколо Спортиво Итальяно» (Лима), «Депортиво СОАН-Комас» (Лима), «Ребаса Акоста» (Кальяо), «Атлетико Атенеа» (Лима), «Депортиво Хеминис де Комас» (Лима), «Ольва Латино» (Лима), «Депортиво Ванка» (Лима), «Тупак Амару» (Лима). Чемпионский титул выиграла «Альянса Лима», победившая в финальной серии команду «Регатас Лима» 2-1 (3:0, 1:3, 3:0). 3-е место занял «Универсидад Сан-Мартин де Поррес».

## Чемпионы
| - 1965 «Дивино Маэстро» Лима - 1966 «Дивино Маэстро» Лима - 1967 «Дивино Маэстро» Лима - 1968 «Дивино Маэстро» Лима - 1969 «Дивино Маэстро» Лима - 1970 «Дивино Маэстро» Лима - 1971 «Дивино Маэстро» Лима - 1972 «Дивино Маэстро» Лима - 1973 «Дивино Маэстро» Лима - 1974 «Спорт Реаль» Лима - 1975 «Дивино Маэстро» Лима - 1976 «Спорт Реаль» Лима - 1977 «Дивино Маэстро» Лима - 1978 «Дивино Маэстро» Лима - 1979 «Депортиво JUCU» Лима - 1980 «Депортиво Пауэр» Лима - 1981 «Депортиво Пауэр» Лима - 1982 «Депортиво Пауэр» Лима - 1983 «Депортиво Пауэр» Лима - 1984 «Депортиво Пауэр» Лима - 1985 «Депортиво Пауэр» Лима - 1986 «Депортиво Пауэр» Лима - 1987 «Депортиво Пауэр» Лима - 1988 «Депортиво Пауэр» Лима - 1989 «Депортиво Пауэр» Лима - 1990 «Альянса Лима» Лима - 1991 «Депортиво Пауэр» Лима - 1992 «Альянса Лима» Лима - 1993 «Альянса Лима» Лима - 1994 «Спорт Реаль» Лима | - 1995 «Депортиво Ванка» Уанкайо - 1996 «Депортиво Ванка» Уанкайо - 1997 «Регатас Лима» Лима - 1998 «Регатас Лима» Лима - 1999 «Депортиво Ванка» Уанкайо - 2000 «Депортиво Ванка» Уанкайо - 2002 «Сан-Фелипе» Лима - 2003 «Сан-Фелипе» Лима - 2004 «Сирколо Спортиво Итальяно» Лима - 2005 «Регатас Лима» Лима - 2006 «Регатас Лима» Лима - 2007 «Регатас Лима» Лима - 2008 «Депортиво Хеминис де Комас» Лима - 2009 «Сирколо Спортиво Итальяно» Лима - 2010 «Депортиво Хеминис де Комас» Лима - 2011 «Дивино Маэстро» Лима - 2012 «Депортиво Хеминис де Комас» Лима - 2013 «Универсидад Сесар Вальехо» Трухильо - 2014 «Универсидад Сан-Мартин де Поррес» Лима - 2015 «Универсидад Сан-Мартин де Поррес» Лима - 2016 «Универсидад Сан-Мартин де Поррес» Лима - 2017 «Регатас Лима» Лима - 2018 «Универсидад Сан-Мартин де Поррес» Лима - 2019 «Универсидад Сан-Мартин де Поррес» Лима - 2020 чемпионат не завершён, итоги не подведены - 2021 «Регатас Лима» Лима - 2022 «Регатас Лима» Лима - 2023 «Регатас Лима» Лима - 2024 «Альянса Лима» Лима - 2025 «Альянса Лима» Лима |